# Майсенське маркграфство
51°09′49″ пн. ш. 13°28′39″ сх. д. / 51.163611111111° пн. ш. 13.4775° сх. д.

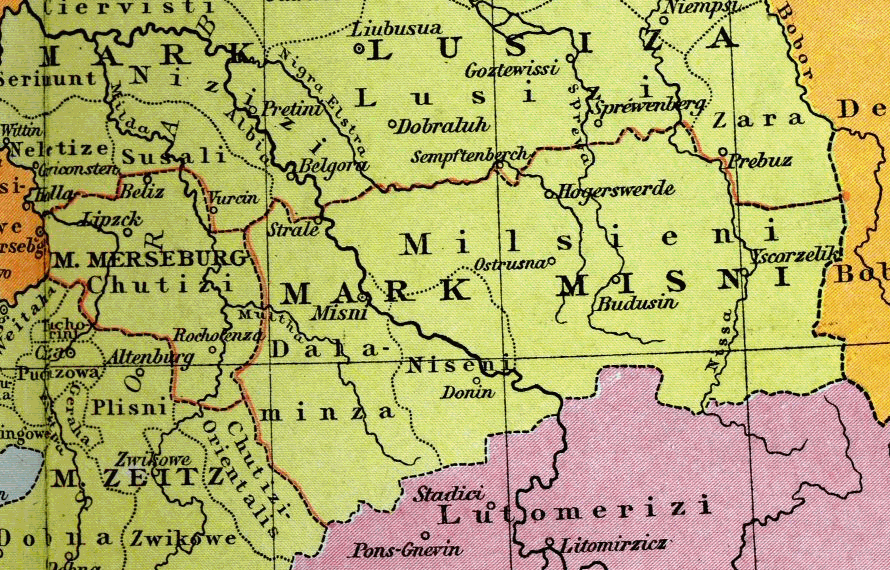
Марка Місен у 1000 році. Густав Дройзен,, 1886

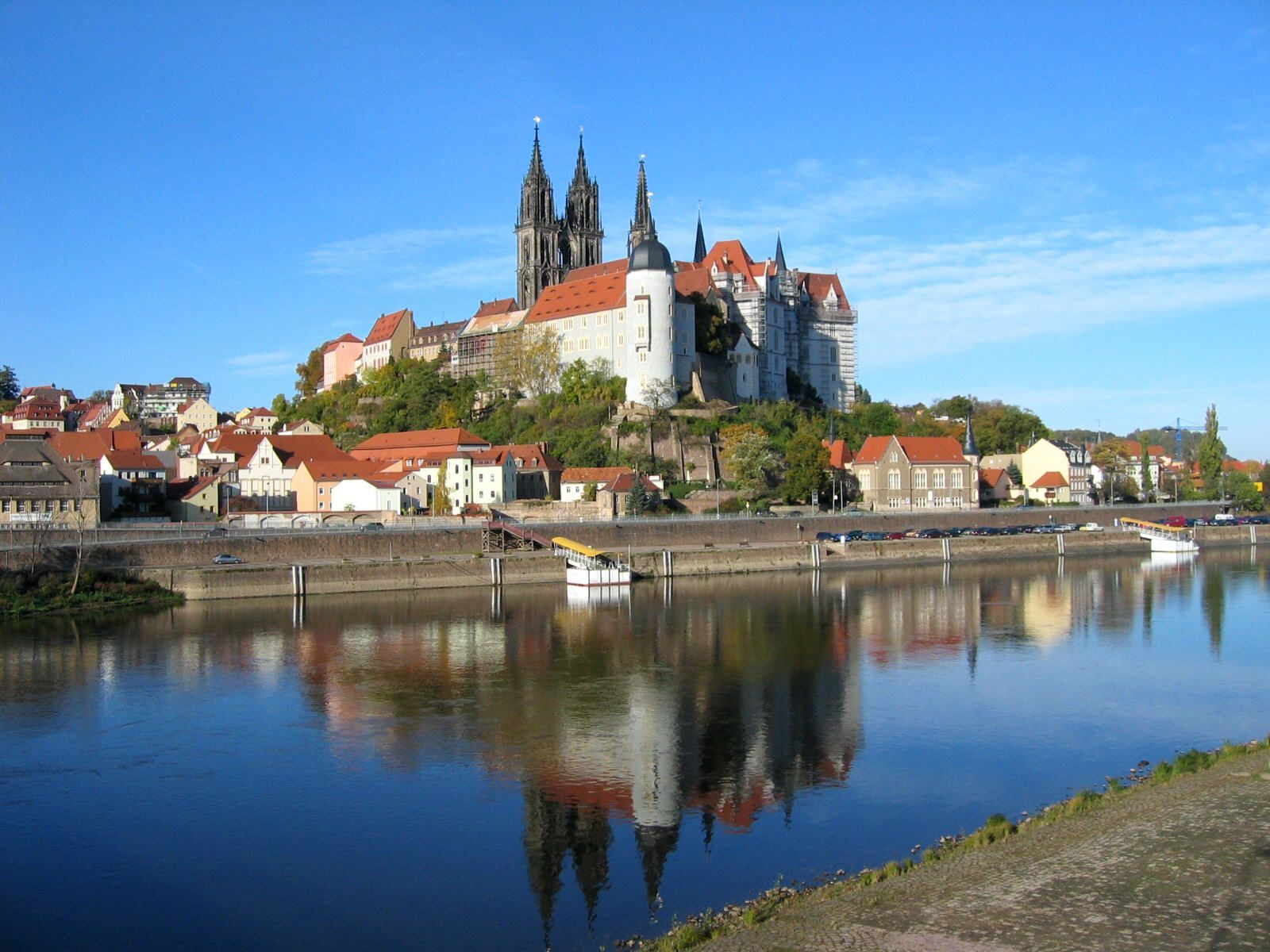
Альбрехтсбург

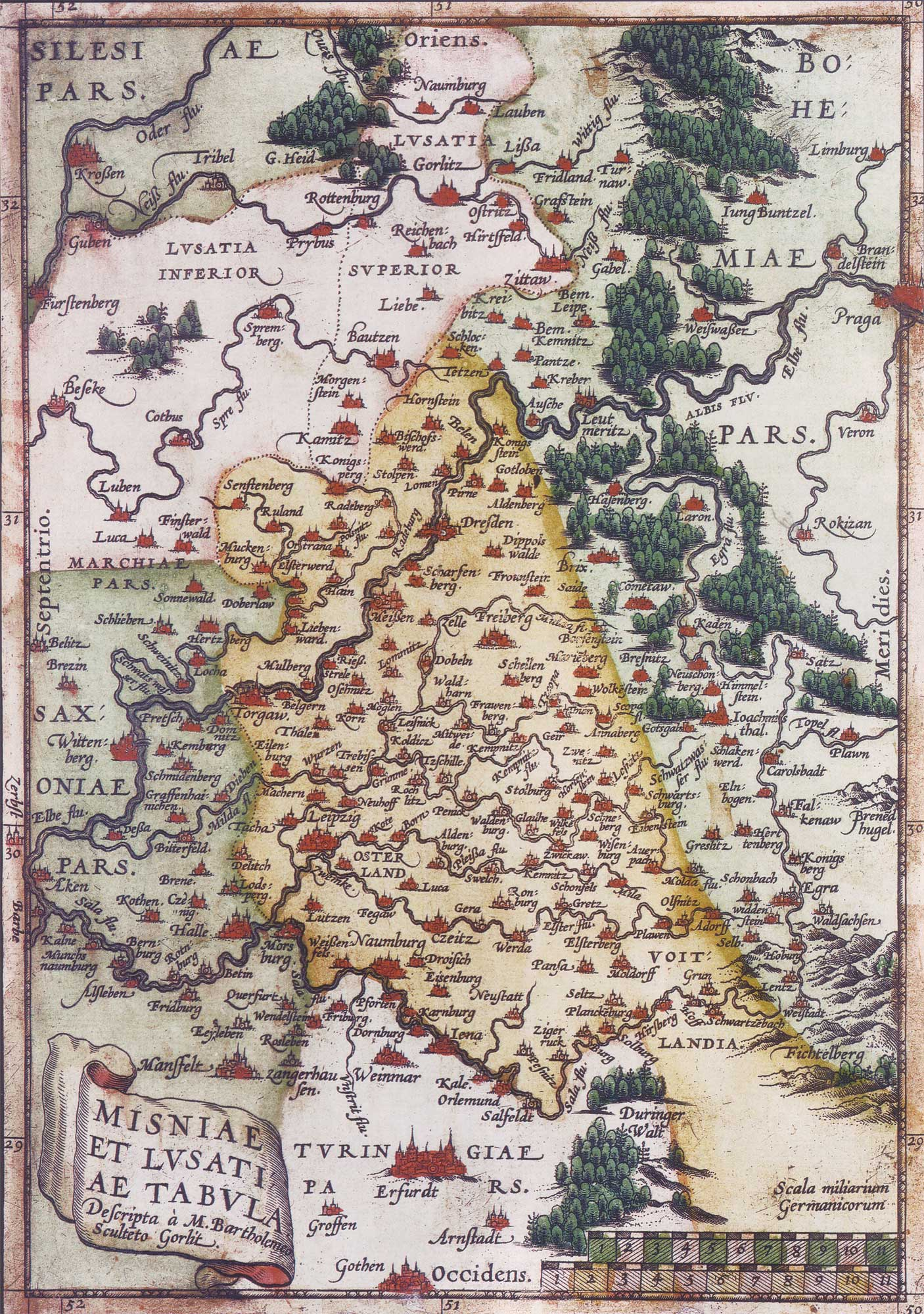
Маркграфство Майсен близько 1600 року

Майсенське маркграфство (нім. Markgrafschaft Meißen) — середньовічне маркграфство на території сучасної землі Саксонія. Приєднано до Саксонського курфюрства в 1423 році.

## Історія
Під час походу проти слов'ян-далемінців король Генріх I Птахолов в 928/929 році на пагорбі біля річки Ельба наказав звести фортецю. Вона була названа Місен (Misen). Біля підніжжя фортеці вже в цьому столітті розвинулося однойменне місто. У 968 році тут вперше згадувався маркграф Місенський. Фортечна гора в цьому ж році стала резиденцією єпископа новоствореного Місенського єпископства. З 1068 також згадується бургграф. З часом розвинулося Місенське (Майсенське) бургграфство.
Унаслідок Будишинського миру з 1018 по 1031 роки «Земля мільчан» (пізніше Верхня Лужиця) була відокремлена від маркграфства.
У 1046 маркграфство отримали графи з династії Ваймар-Орламюнде, в 1067 році — Брунон, представник яких, Екберт II, під час боротьби за інвеституру в 1089 році був зміщений. Його змінив у тому ж році Генріх I Айленбурзький (1089—1103) з династії Веттінів. Його наступникам вдалося зберегти маркрафство під своєю владою. Під час правління маркграфів Конрада (1123—1156), Оттона Багатого (1156—1191) і Дітріха I (1190/1190-1221) маркграфство було розширено.